# Fondo internazionale per lo sviluppo agricolo
Il Fondo internazionale per lo sviluppo agricolo (IFAD, dall'inglese International Fund for Agricultural Development) è un'agenzia specializzata delle Nazioni Unite per l'incremento delle attività agricole dei paesi membri. Ha sede a Roma.

## Finalità
"La finalità del Fondo Internazionale per lo Sviluppo Agricolo (IFAD) è mettere le popolazioni rurali povere in condizione di raggiungere una maggiore sicurezza alimentare, migliorare la qualità della loro alimentazione, ottenere redditi più alti e rafforzare le proprie capacità di adattamento". Agisce creando piattaforme di dialogo tra vari attori sociali, produttivi ed economici.
Promuove il dialogo e la collaborazione tra organizzazioni della società civile e stati membri dell'Organizzazione dei paesi esportatori di petrolio (OPEC), dell'Organizzazione per la cooperazione e lo sviluppo economico (OCSE), agenzie delle Nazioni Unite, agenzie di sviluppo bilaterali e multilaterali, centri internazionali per la ricerca agricola, organizzazioni non governative e fondazioni, istituti di scienze politiche e università, organizzazioni a livello regionale e settore privato.

## Attività
Tra le attività principali dell'IFAD vi è la creazione di piattaforme di fattiva cooperazione tra enti pubblici e privati che agiscono a livello globale, regionale, nazionale e locale per "contribuire a definire le politiche di sviluppo rurale e generare una crescente consapevolezza dell'importanza di investire nello sviluppo agricolo e rurale se si vuole ridurre la povertà e aumentare la sicurezza alimentare nel mondo".
Il Fondo Internazionale per lo Sviluppo Agricolo ha, secondo stime divulgate dall'Organizzazione Internazionale stessa, "mobilitato a favore dello sviluppo rurale circa 21,9 miliardi di dollari tra co-finanziamenti e risorse nazionali, oltre a contribuire a sua volta con circa 14,7 miliardi di dollari in prestiti e donazioni", "sostenuto 924 programmi e progetti in 119 paesi". Sempre in base alle medesime cifre, le azioni dell'IFAD avrebbero raggiunto direttamente un numero superiore a 400 milioni di persone, che sarebbero state messe nelle condizioni di creare una propria indipendenza alimentare ed economica in aree rurali mediante il lavoro agricolo.